# Chordifex leucoblepharus
Chordifex leucoblepharus är en gräsväxtart som först beskrevs av Ernest Friedrich Gilg, och fick sitt nu gällande namn av Barbara Gillian Briggs och Lawrence Alexander Sidney Johnson. Chordifex leucoblepharus ingår i släktet Chordifex och familjen Restionaceae. Inga underarter finns listade i Catalogue of Life.